# Rosnay (Marne)
 Rosnay  ist eine französische Gemeinde mit 403 Einwohnern (Stand 1. Januar 2022) im Département Marne in der Region Grand Est. Sie gehört zum Arrondissement Reims und zum Kanton Fismes-Montagne de Reims.
Nachbargemeinden von Rosnay sind Muizon im Norden, Gueux im Osten, Germigny und Janvry im Süden, Treslon im Südwesten, Branscourt im Westen und Courcelles-Sapicourt im Nordwesten.

## Bevölkerungsentwicklung
| Jahr      | 1962 | 1968 | 1975 | 1982 | 1990 | 1999 | 2008 | 2018 |
| Einwohner | 175  | 197  | 200  | 265  | 261  | 275  | 291  | 360  |

## Sehenswürdigkeiten
- Kirche Notre-Dame de Rosnay (Monument historique)
- Château de Rosnay

## Persönlichkeiten
- Théodore Dubois (1837–1924), Organist und Komponist, geboren in Rosnay